# Rue Descos
La rue Descos est une voie située dans le quartier de Picpus du 12e arrondissement de Paris.

## Situation et accès
La rue Descos est accessible par la ligne de métro 6 à la station Dugommier.

## Origine du nom
Elle porte le nom de M. Descos, un ingénieur polytechnicien qui s'est illustré lors du siège de Paris en 1870, en empêchant l'ennemi d'entrer dans Paris par les anciennes carrières.

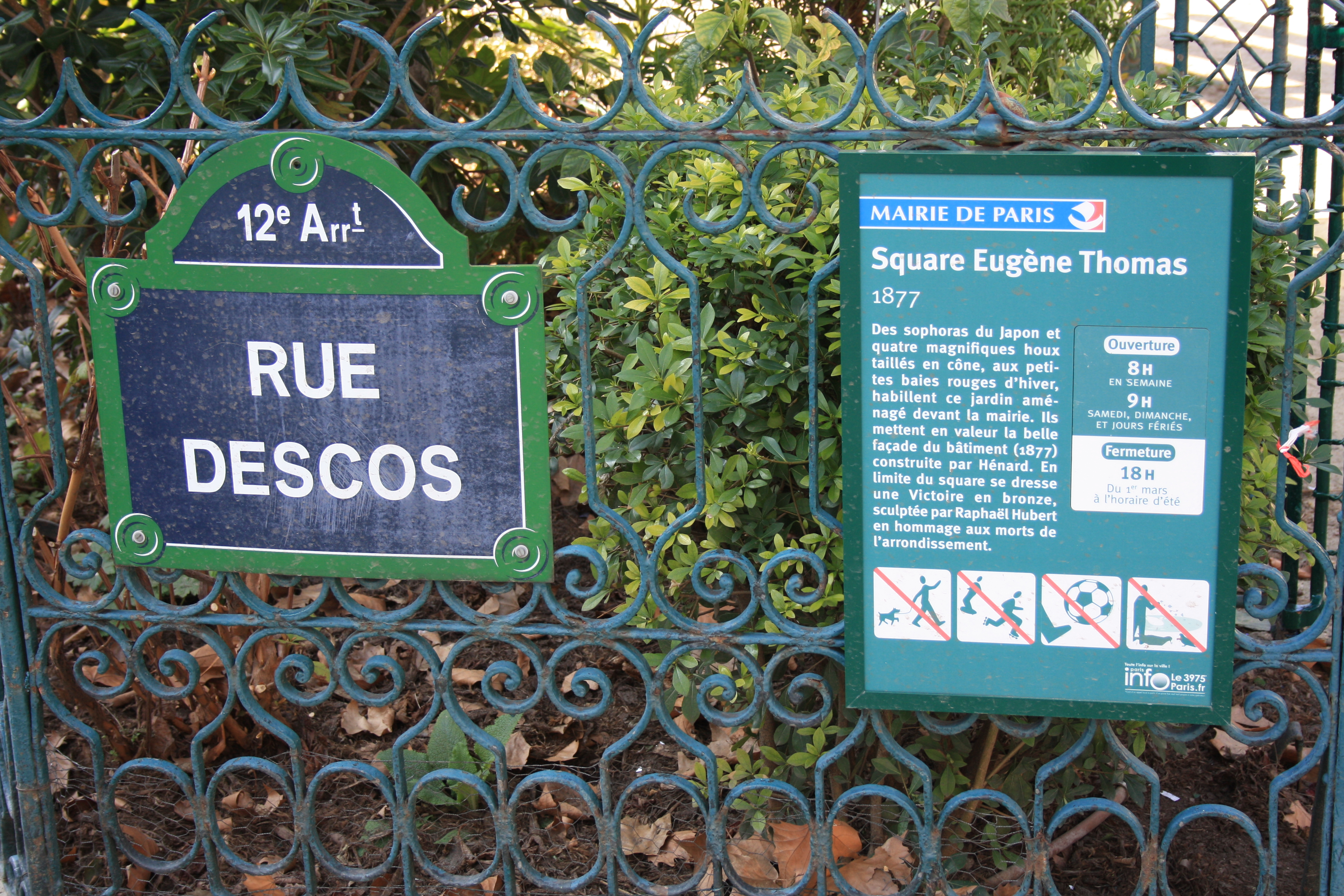
Plaque de rue de la rue Descos.

## Historique
Cette rue a été ouverte comme rue du pourtour lors de la construction de la mairie du 12e arrondissement, en 1876.
Elle prend sa dénomination par arrêté du 24 juin 1907.

## Bâtiments remarquables et lieux de mémoire

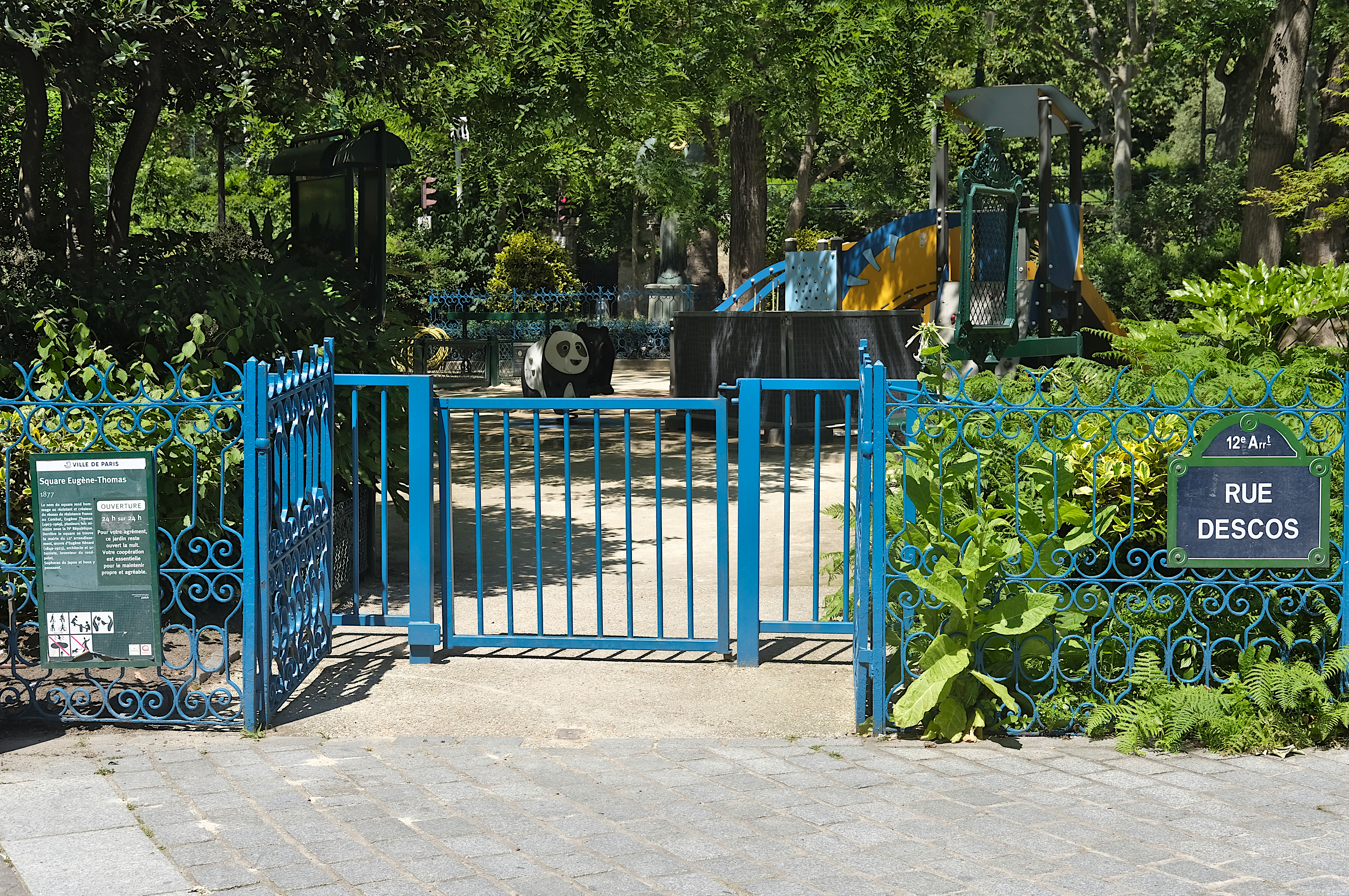
Entrée du square Eugène-Thomas rue Descos.

- Mairie du 12e arrondissement de Paris.
- La rue possède au no 1 l'entrée principale du square Eugène-Thomas (ex-square de la mairie du 12e).
- Accès à la Promenade plantée.